# Kripan
Kripan en basque ou Cripán en espagnol est une commune d'Alava, dans la communauté autonome du Pays basque en Espagne. La commune ne comprend qu'un seul hameau, Kripan.